# Wasyl Bławacki
Wasyl Bławacki, także jako Bazyli Bławacki; ukr. Василь Блавацький (ur. 16 lutego 1889 w Stroniatynie, zm. 20 marca 1944 w Rodatyczach) – ukraiński doktor praw, adwokat, działacz społeczny i polityczny.

## Życiorys
Urodził się 16 lutego 1889 w Stroniatynie. W 1908 ukończył VIII klasę i zdał egzamin dojrzałości w C.K. Gimnazjum im. Franciszka Józefa we Lwowie (w jego klasie byli m.in. Kazimierz Ajdukiewicz, Adam Szediwy).. Ukończył studia prawnicze na Wydziale Prawa Uniwersytetu Lwowskiego. Po zakończeniu I wojny światowej był szefem działu zagranicznego Ministerstwa Sprawiedliwości Ukraińskiej Republiki Ludowej.
W połowie 1923 został wpisany na listę adwokatów w Okręgu Listy Adwokackiej w Przemyślu i podjął pracę adwokacką w Sanoku, którą kontynuował w kolejnych latach II Rzeczypospolitej przy tamtejszym Sądzie Okręgowym do 1939. W połowie 1932 zgłosił się jako obrońca chłopów ukraińskich z powiatu leskiego, oskarżonych o zbrodnię rozruchów i użycie przemocy wobec władzy bezpieczeństwa. Przed 1939 prowadził działalność adwokacką przy ulicy 3 Maja w Sanoku.
W okresie międzywojennym działał społecznie, w tym był głównym działaczem kulturalnym społeczności ukraińskiej w mieście (np. w sferze działalności chóru, organizacji koncertów). Działał w nurcie Ukraińców skupionych w organizacji „Proswita”. W latach 20. był przewodniczącym zarządu „Proswity” w Sanoku. W 1926 założył w Sanoku Łemkowski Związek Spółdzielców i został jego dyrektorem. W 1931 wraz z działaczami ukraińskimi był jednym z założycieli Towarzystwa Muzealnego „Łemkowszczyzna” w Sanoku. Prowadził działalność kulturalną i gospodarczą na łemkowskich obszarach wiejskich. Należał do sanockiego koła Ukraińskiego Zjednoczenia Narodowo-Demokratycznego (UNDO), innymi działaczami byli adwokaci dr Stepan Wanczycki jako lider, dr Eugeniusz Szatyński, Julian Łeńczyk, sędzia Jan Bełej oraz lekarze Wołodymyr Karanowycz i Łemiszko. W wyborach parlamentarnych został wspólnym kandydatem wysuniętym przez środowisko starorusinów i Ukraińców. Kierował Klubem Narciarskim (ukr. Лещетарський клуб – pol. Łeszczetarski Kłub) w Sanoku.
Po wybuchu II wojny światowej, klęsce polskiej wojny obronnej i wkroczeniu Niemców do Sanoka, nowym burmistrzem miasta mianowanym przez okupantów został dr Stepan Wanczycki, a w skład ukraińskiego zarządu miejskiego weszli dr Wołodymyr Karanowycz, dr Wasyl Bławacki i Stepan Car. Bławacki pozostawał w zarządzie podczas trwania okupacji niemieckiej ziem polskich (ponadto we władzach byli prof. Bażałuk, Bugiera). Podczas przybycia do Sanoka Hansa Franka małżonki adwokatów Wanczyckiego i Bławackiego były w komitecie witających gubernatora chlebem i solą. Podczas okupacji niemieckiej Bławacki prowadził w Sanoku fabrykę wyrobów spożywczych (Fabrik für Nährmittelerzeugnisse) pod adresem Grüne Gasse i sklep z artykułami spożywczymi. W okresie wojny był przewodniczącym Zjednoczenia Pracy Pracowników Teatru (OPDS), działającego w strukturze Zjednoczenia Pracy przy Ukraińskim Komitecie Centralnym.
20 marca 1944 poniósł śmierć w drodze z Sanoka do Lwowa w miejscowości Rodatycze. Według źródeł ukraińskich zginął z rąk polskich żołnierzy.
Był żonaty (żona zmarła w 1965 w Edmonton), miał dwóch synów i córkę.